# Мерисвил (Вашингтон)
Вижте пояснителната страница за други значения на Мерисвил.
Мерисвил (на английски: Marysville) е град в окръг Снохоумиш, щата Вашингтон, САЩ. Мерисвил е с население от 37 530 жители (04/01/09) и обща площ от 25,3 km². Намира се на 6 m надморска височина. ЗИП кодът му е 98270-98271, а телефонният му код е 360.